# مسح مركز الفيزياء الفلكية للانزياح نحو الأحمر
مسح مركز الفيزياء الفلكية للانزياح نحو الأحمر في الفلك (بالإنجليزية: CfA Redshift Survey)‏، هو مسح فلكي يجريه مركز الفيزياء الفلكية بكامبريدج بولاية ماساتشوستس لاكتشاف التشكيلات الكونية الكبيرة ويستخدم لذلك طريقة تحليل الانزياح نحو الأحمر لأطياف المجرات البعيدة وتجمعاتها. وقد بدأ هذا البرنامج في عام 1977 و تمكن حتى عام 1982 من الحصول على معلومات أولية. ثم بدأ بعد ذلك برنامج المسح الثاني الكوني بين عامي 1985 - 1995 وتمكن من العثور على تجمع السور العظيم عام 1989، وهو تجمع مجرات عظيم يبلغ طوله نحو 500 سنة ضوئية ويبعد عن مجرتنا، مجرة درب التبانة نحو 200 سنة ضوئية. وقد ظهر السور العظيم للمجرات محاطًا بفراغات كبيرة خالية من النجوم و المجرات أدهشت العلماء حيث تفوق أبعاد تلك الفراغات ما يمكن أن يحدثة الانهيار الجاذبي منذ بداية نشأة الكون .
ومنذ تلك الاكتشافات الحديثة يوصف التموج الكمومي على أنه السبب في مرحلة التضخم الكوني (انتفاخ كوني) الذي يرجح حدوثه عند نشأة الكون قبل نحو 13.7 مليار سنة.